# Химмаш (дворец культуры)
Дворец культуры «Химмаш» (до 2004 года ДК имени 50-летия Октября) — здание в Чкаловском районе Екатеринбурга, в одноимённом жилом районе, по адресу улица Грибоедова, 13.

## История
В 1960-х годах под руководством архитектора Р. М. Лотарёвой был утверждён обновлённый план застройки Химмаша, предусматривавший, в числе прочего, строительство дворца культуры в начале улицы Грибоедова, на возвышенном месте при въезде в район. Для реализации был выбран типовой проект дворца культуры № 169-129 с залом на 800 мест, широко представленный в то время во многих городах СССР, в том числе в Москве. К концу 1960-х годов ДК имени 50-летия Октября стал третьим в Свердловске культурным учреждением, строившимся по этому проекту. На Уралмаше возводился ДК им. Лаврова, в Кировском районе — ЦК «Урал» на улице Студенческой, 3.
Здания Екатеринбурга, строившиеся по тому же типовому проекту
Адаптацию типового проекта здания с привязкой к местности района выполняли архитекторы Свердловскгражданпроекта В. Г. Кусенко и В. В. Пермяков. Строительство велось на средства СвердНИИхиммаша с середины 1960-х годов. Открытие состоялось 3 ноября 1967 года. Сразу после открытия на базе ДК начали свою деятельность 17 художественных коллективов, часть из которых переместилась из клубов УЗХМ и «Строитель». Среди них были академический хор, молодёжный и музыкально-драматический театры, студия балета, духовой и эстрадный оркестры, а также любительские кружки. К 1977 году количество коллективов увеличилось до 50. Помимо коллективов художественной самодеятельности на базе ДК действовала киностудия «Химмашфильм», выпускавшая короткометражные фильмы и киножурналы «Химмашевец» и «Юный химмашевец».
В 1972 году, к 30-летию Уралхиммаша, в здании дворца культуры открылся Музей трудовой и боевой славы завода. В конце 1980-х годов для оснащения зала ДК в Росмонументискусстве под руководством художника Л. А. Гусева был изготовлен сценический занавес в виде огромного гобелена с изображением индустриальных сюжетов, сохранившийся до наших дней.
На сцене ДК в разное время выступали известные исполнители, в том числе В. Толкунова, Э. Пьеха, А. Пугачева, Р. Жуков, ВИА «Ялла», «Наутилус Помпилиус», «Агата Кристи».
В 2004 году дворец культуры переименовали в «Химмаш» и передали в частную собственность. После этого помещения сдавались в аренду под магазины, офисы и студии. В 2017 году владельцы здания приняли решение о его сносе, против чего выступили местные жители и представители общественности, среди которых был Андрей Рожков, живший на Химмаше в течение 25 лет и посещавший в юности творческие объединения в ДК. В итоге здание удалось отстоять. По состоянию на 2025 год здание не передано в муниципальную собственность, ремонт здания признан нецелесообразным.

## Архитектура

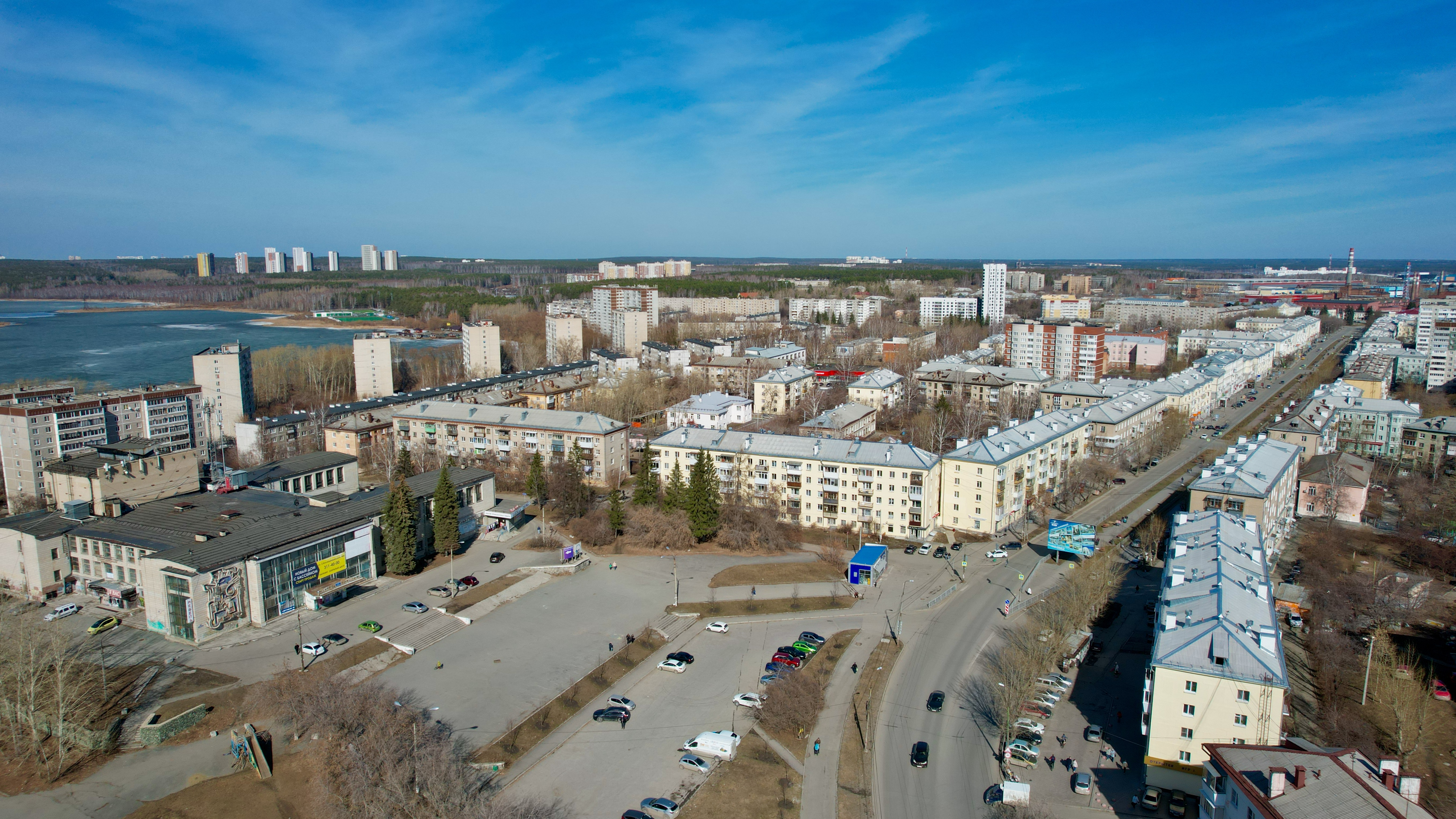
Улица Грибоедова, площадь ДК на ближнем плане

Здание выстроено в модернистском стиле, отличается сплошным остеклением фасада, украшенного массивным барельефом. Проектом строительства было предусмотрено сооружение на площади перед зданием ДК монумента, символизирующего труд, но эти планы не были реализованы.